# Kai Hyphoff Rosenstand
Kai Hyphoff Rosenstand (født 1892, død 30. december 1971) var en lokaljournalist i Ribe, der foruden sit daglige virke, også skrev en række historiske kronikker, der den dag i dag er vigtige kilder i Ribes historieskrivning.[kilde mangler]
Størstedelen af tiden skrev han for Vestkysten. I et portræt skrev avisen; "ingen kendte som han byens historie, og få nærede en sådan kærlighed til sin by, som han gjorde det."[kilde mangler]

## Udgivelser
| - 21. juli 1939 - Ribe Holme i historisk Belysning - 15. september 1939 - Ribe Markeder i gamle Tider - 22. september 1939 - Da Christian IV. vilde gennemgrave Ribe Holme - 6. oktober 1939 - "Taarnborg" i Ribe - 15. december 1939 - Sancta Katharina i Ribe - 1. november 1940 - Sct. Clemens Kirke i Ribe - 23. februar 1940 - Ribe i ældre dansk Malerkunst - 1. marts 1940 - Kendte Ribe-Navne omkring en gammel Slippe - 20. april 1940 - Den offentlige Renlighed i Ribe i gamle Dage - 31. maj 1940 - Da Ribe-Drenge sang i Kirkens Kor - 21. juni 1940 - Forløberne for Ribe Stifs Landemoder - 12. juli 1940 - De Ribe Spillemænd - 26. juli 1940 - Bogtrykkunsten og Ribe - 16. august 1940 - Gamle Ting i Sortebrødrenes Kirke i Ribe - 23. august 1940 - Et Ribe-Gadenavns Oprindelse - 30. august 1940 - Skiltekultur i gamle Byer - 13. september 1940 - Da det sidste Skib løb af Stabelen i Ribe - 20. september 1940 - Sct. Peders Kirke i Ribe - 18. oktober 1940 - Da Jernbanen kom til Ribe - 22. november 1940 - Fra Svendekro og Lavshus - 29. november 1940 - Helligåndsgaarden i Ribe - 6. december 1940 - Tre Raadhuse i Ribe - 10. januar 1941 - Da Ribe fik sin første Doktor - 16. januar 1941 - Arbejdsløshedsforanstaltninger i det gamle Ribe - 28. februar 1941 - Da Filmen kom til Ribe - 4. april 1941 - Ribe og Christian den Fjerdes Handelskompagnier - 25. april 1941 - Fra Cyklens Barndom i Ribe - 10. maj 1941 - Ejendomsretten til Ribe Holme i ældre tid - 23. maj 1941 - Dominikanernes gamle Kloster i Ribe - 13. juni 1941 - Skibsfart paa Ribe i gammel Tid - 20. juni 1941 - Lidt om Ribes Handel i gammel Tid - 4. juli 1941 - Da Ribe endnu var Søfartsby - 11. juli 1941 - Om Ribe-Tobak i gamle Dage - 5. september 1941 - "Vi sejled op ad Aaen" - 9. januar 1942 - Omkring Ribe Domkirke - 16. januar 1942 - En Ribe-Kirke i Forfald - 23. januar 1942 - Fra Sortebrødrekloster til Almindeligt Hospital - 6. februar 1942 - Lidt om Ribe Domkapitel - 13. februar 1942 - Da Seem Bønder stredes med deres Præster - 13. marts - Skatteligning i Ribe for 3-400 år siden - 12. juni 1942 - Om Boligforholdene i det gamle Ribe - 30. juli 1942 - Blodige Markedsdage i Ribe - 23. august 1942 - Om Klædedragten i det gamle Ribe - 11. september 1942 - Et Overfald ved Sct. Hans Marked i Ribe - 2. oktober 1942 - Omkring et gadenavn i Ribe - 20. november 1942 - Omkring gamle Ribe-Gader - 12. februar 1943 - En primitiv opvarmning af Ribe Domkirke - 2. juli 1943 - Lidt om Kakkelovne - 27. august 1943 - Ribe Kammersluse - 17. september 1943 - Da vi rejste Dagmarstatuen i Ribe - 24. september 1943 - Kreaturfolden paa Ribe Holme - 8. oktober 1943 - Paa Ribe Holme - 5. november 1943 - Om Vare- og Priskontrol i det gamle Ribe - 3. december 1943 - Af Ribe Kanalhus' saga - 10. december 1943 - Fra Stormfloden, der fik Ribe Kanalhus flyttet | - 14. juli 1944 - Svenskerne i Ribe - Et 300 års Minde - 18. februar 1944 - Da Ribe fik Damper - 21. juli 1944 - Da der vævedes Hørlærred i Ribe - 28. juli 1944 - En Ribedreng husker Dyrskuer - 18. august 1944 - Bedemanden i Strid med Ligbærerlauget - 8. september 1944 - Ribe Bys Ugeblad - 15. september 1944 - Lidt om Ribes gamle Skibsfart - 23. september 1944 - Da Christian IV vilde forbedre Sejladsen til Ribe - 29. september 1944 - En Strid om en gammel Ribe-Brønd - 3. november 1944 - Toldforvalteren om Ribe Toldsted - 11. november 1944 - Gamle Gadenavne i Ribe - 15. december 1944 - Hotel "Riberhus" Bygning 100 Aar - 19. januar 1945 - Det gamle Skuespil har Rod i Ribe - 3. februar 1945 - Tietgen byggede Ribe-Vedsted-Banen - 16. februar 1945 - Ribe har endnu sin Rebslager - 23. februar 1945 - Købmandshandel i det gamle Ribe - 9. marts 1945 - Ribe-Øl - 16. marts 1945 - Lidt om Ribe-Træsko - 6. april 1945 - En Storbrand i det gamle Ribe - 14. april 1945 - Krammarkeder i det ældre Ribe - 4. maj 1945 - Om Haandværkslaug i det gamle Ribe - 27. juli 1945 - En gammel Model af Ribe Domkirke - 1. februar 1946 - Den amerikanske Turistby, hvor Ribehuse dominerer - 22. februar 1946 - Da Ribe skulde plyndres i 1864 - 24. maj 1946 - Omkring Ribe-Sangen - 7. juni 1946 - Omkring Ribe Stifsmuseum - 14. juni 1946 - Lidt omkring et gammelt Billede - 12. juli 1946 - Om Barnedaab i det gamle Ribe - 26. juli 1946 - Den antikvariske Samling i Ribe - 9. august 1946 - Ribe Storke - 11. oktober 1946 - Omkring Ribe Østeraa - 18. oktober 1946 - Et 40 Aars Ribeminde - 25. oktober 1946 - Et Hundredaars-Minde - 22. november 1946 - De malede Kunstnere og Ribe - 10. januar 1947 - Om Renlighedssansen i det gamle Ribe - 17. januar 1947 - Lidt om Ribes sidste Melmølle - 14. februar 1947 - Det Riber Taarn - 28. februar 1947 - Hvad et gammelt Ribebillede fortæller - 7. marts 1947 - Hvor laa Ribe ældste Kirke? - 25. april 1947 - Hvor laa Ribes Graabrødrekloster? - 11. april 1947 - Ribe-Varde, Skibe og Handel - 9. maj 1947 - Omkring Sct. Laurentii Gade (Ribe) i Ribe - 30. maj 1947 - Spillemand spille paa Strenge - 6. juni 1947 - En gammel Skandale i Ribe Domkirke - 21. juni 1947 - Da Ribe fik Jernbane - 18. juli 1947 - Sancta Karen i Ribe - 25. juli 1947 - Da Ribe havde et Nonnekloster - 29. august 1947 - Omkring et Epitafium i Ribe Domkirke - 26. september 1947 - Sct. Jørgen hjem efter 100 Aars Fravær - 7. november 1947 - Omkring et gammelt Markedsbillede - 6. februar 1948 - Vor sorte Ven - 3. marts 1948 - Byen ved Aaen - 24. marts 1948 - "Den Gale Onsdag" m.m. i Ribe 1848 - 28. april 1948 - Sct. Jørgen-Gruppen i Ribe Domkirke - 14. juli 1948 - Juli-Minder - 10. november 1948 - Ribe Folkebibliotek 1898-1948 - 27. januar 1949 - Et stormflodsminde - 4. november 1949 - Gamle Ribe-købmænd - 22. februar 1950 - Ribes sidste rebslageri |